# Федорцова
Федорцова — деревня в составе Усть-Язьвинского сельского поселения Красновишерского района.

## Географическое положение
Деревня расположена на левом берегу реки Язьва примерно в 2,5 километрах на юг от центра сельского поселения поселка Усть-Язьва и в 16 километрах на юго-запад от центра района города Красновишерск.

## Климат
Климат умеренно-континентальный с продолжительной холодной и снежной зимой и коротким летом. Снежный покров удерживается 170—190 дней. Средняя высота снежного покрова составляет в лесу около 1 метра. В лесу снег сохраняется до конца мая.

## История
Основана более четырёхсот лет назад. По местной легенде часть первоначального населения деревни была сослана из Углича после смерти царевича Дмитрия. Была церковь, построенная в 1910 г. Сгорела в 1997.

## Население
В 2002 году было учтено 116 постоянных жителей (94 % русские).
| 2010 |
| ---- |
| 65   |